# Dicranaspis
Dicranaspis là một chi bướm ngày thuộc họ Bướm nâu.